# Sarah Buddeberg

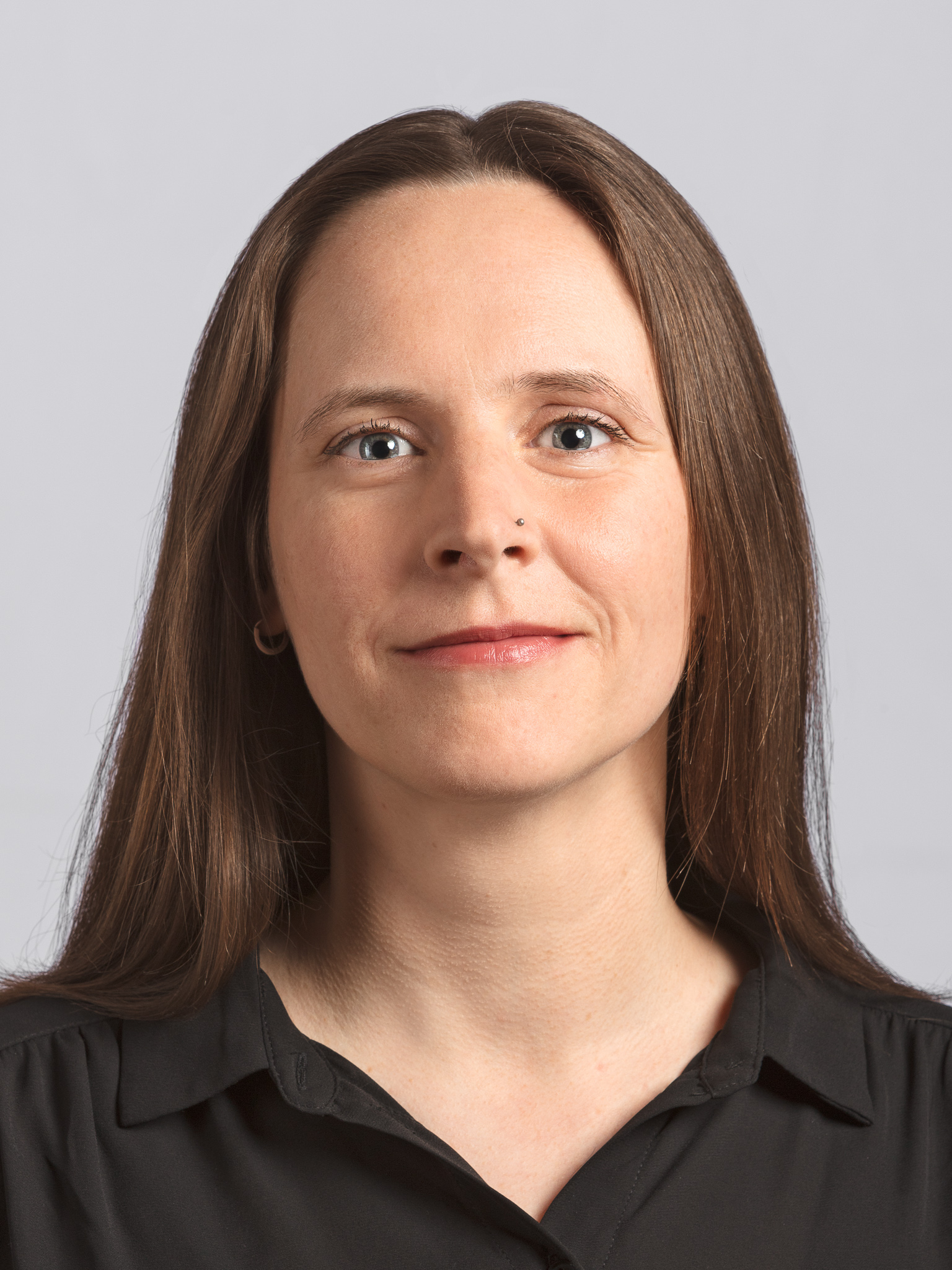
Sarah Buddeberg 2019

Sarah Elisabeth Buddeberg (* 1982 in Hagen) ist eine deutsche Politikerin (Die Linke). Sie war von 2014 bis 2024 Abgeordnete des Sächsischen Landtags.

## Leben
Sarah Buddeberg zog 2002 nach Sachsen, dort 2008 nach Dresden. Sie studierte an der Universität Leipzig Theaterwissenschaft, Allgemeine und Vergleichende Literaturwissenschaft und Kommunikations- und Medienwissenschaft mit Abschluss als Magistra Artium.
Buddeberg lebt in Dresden.

## Politik
2009 trat sie in die Partei Die Linke ein. Von 2009 bis 2015 war sie Mitglied des Landesvorstands von Die Linke Sachsen. Seit 2013 ist sie stellvertretende Stadtvorsitzende des Stadtverbandes Die Linke Dresden. Bevor sie Geschäftsführerin der Fraktion Die Linke im Dresdner Stadtrat wurde, arbeitete sie als wissenschaftliche Mitarbeiterin für die Landtagsabgeordnete Annekatrin Klepsch.
Bei der Landtagswahl 2014 kandidierte sie im Wahlkreis 43 – Dresden 3 sowie auf Platz 23 der Landesliste der Linken. Ihr gelang über die Landesliste der Einzug in den Sächsischen Landtag.
Sie war gleichstellungs- und queerpolitische Sprecherin und stellvertretende Vorsitzende der Fraktion Die Linke im Sächsischen Landtag bis zu ihrer Wahl zur parlamentarischen Geschäftsführerin der Fraktion. Sie folgte Sebastian Scheel nach, der neuer Staatssekretär für Wohnen in Berlin wurde.
In der 6. Wahlperiode von 2014 bis 2019 saß Buddeberg für ihre Fraktion in den Ausschüssen Soziales, Verbraucherschutz, Gleichstellung und Integration sowie Geschäftsordnung und Immunitätsangelegenheiten (stellvertretende Vorsitzende). Sie war zudem stellvertretendes Mitglied im 1. Untersuchungsausschuss (NSU). Zudem wurde sie als Nachbesetzung für den ausgeschiedenen Falk Neubert in das Kuratorium der Landeszentrale für politische Bildung in Sachsen benannt.
Auf der Landesvertreterinnenversammlung der Linken Sachsen am 13./14. April 2019 wurde Buddeberg auf Platz 6 der Linken-Landesliste gewählt. Bei der Landtagswahl 2019 in Sachsen erlangte die Linke 14 Mandate und somit zog auch Buddeberg wieder in den Sächsischen Landtag ein. Sie wurde auch in der 7. Wahlperiode von ihrer Fraktion zur Parlamentarischen Geschäftsführerin gewählt und war stellvertretende Fraktionsvorsitzende. In der 7. Wahlperiode war Buddeberg in ihrer Fraktion zuständig für die Themen Gleichstellung, Queer und Inklusion. Im 7. Sächsischen Landtag war Buddeberg Mitglied im Ausschuss für Verfassung und Recht, Demokratie, Europa und Gleichstellung sowie im Ausschuss für Geschäftsordnung und Immunitätsangelegenheiten.
Sarah Buddeberg betrieb im Dresdner Stadtteil Neustadt mit weiteren Bundestags- und Kommunalabgeordneten ein offenes Abgeordnetenbüro, die WIR AG, das als Verknüpfungspunkt und Anlaufstelle für außerparlamentarische Bewegungen, Partei und interessierte Öffentlichkeit diente.
Bei der Landtagswahl in Sachsen 2024 trat sie nicht mehr als Kandidatin an und schied deshalb aus dem Sächsischen Landtag aus.